# Kaple Panny Marie (Bolešiny)
Kaple Panny Marie je sakrální stavba zbudovaná v Bolešinách, obci na jihozápadě České republiky, v Plzeňském kraji, v tamním okrese Klatovy. Zasvěcena je Panně Marii. Stojí v centrální části obci, jižně od hlavního silničního průtahu Bolešiny, který představuje komunikace číslo II/186 spojující Klatovy a Defurovy Lažany. Postavena byla před rokem 1775. Kaple výrazně doplňuje historickou zástavbu obce. Od 24. března 1964 je zařazena mezi kulturní památky.

## Popis
Stavba má osmiboký půdorys a ve spodní části má výrazný, vyšší sokl. Zakončená je osmibokou stanovou střechou s lucernou a vrcholovou cibulí. Celá střecha včetně stojky lucerny je zakryta plechem. Interiér kaple je osvětlován dvěma kulatými okénky, jež jsou mírně zploštěna. Dovnitř kaple se vstupuje úzkým vysokým vchodem zaklenutým převýšeným odsazeným obloukem. Jak nad vchodem, tak rovněž na protější stěně se nachází mělký, rámovaný, polokruhově uzavřený výklenek.